# Claudine Mendy
Claudine Mendy, née le 8 janvier 1990 à Mantes-la-Jolie, est une handballeuse française, évoluant au poste d'arrière gauche ou de pivot.

## Carrière
Claudine Mendy commence sa carrière professionnelle au Havre AC Handball. Au Havre, elle connait sa première sélection en équipe de France, le 7 juin 2009 contre la Croatie, en qualification pour le championnat du monde 2009 en Chine. Elle intègre alors régulièrement la sélection nationale et fait partie de l'équipe sacrée vice-championne du monde en 2009. Après 3 saisons où elle s'impose comme l'une des meilleures joueuses du championnat, avec notamment une désignation comme meilleure pivot de la compétition en 2009-2010,, elle rejoint le club de Metz Handball à l'été 2010. 
À Metz, elle remporte ses premiers titres, un championnat de France et une coupe de la Ligue en 2011. Elle y évolue notamment aux côtés des internationales françaises Amandine Leynaud, Cléopâtre Darleux, Allison Pineau, Nina Kanto et Katty Piejos, avec lesquelles elle est à nouveau sacrée vice-championne du monde en 2011 au Brésil. À l'issue de la saison 2011-2012, elle s'engage avec le club monténégrin du ŽRK Budućnost Podgorica.
En avril 2013, elle annonce qu'elle va quitter le Budućnost Podgorica pour le club macédonien du ŽRK Vardar Skopje pour un contrat d'un an (plus un an en option). En juin, elle et son mari, le frère de sa coéquipière à Pogdorica Milena Knežević, révèlent sa grossesse et le Vardar invalide son contrat. Elle fait son retour en France, à Issy Paris Hand, au début de l'année 2014. Le 6 mars 2014, la CNCG (commission nationale de contrôle de gestion) de la Fédération française de handball confirme sa décision du 30 janvier 2014 sur le refus d'homologation de son contrat en tant que joker médical. Le 10 avril 2014 il est confirmé que Claudine, n'ayant aucune assurance de jouer d'ici la fin de la saison, a quitté le club isséen. Elle signe ensuite avec Metz Handball un contrat portant jusqu'en 2016  et effectue ses premières minutes de jeu, le 1er mai 2014, lors d'une rencontre amicale face au Cercle Dijon Bourgogne, champion de D2 de la saison 2013-2014.
Après une saison 2014-2015 marquée par des relations compliquées avec son entraîneur Jérémy Roussel et un temps de jeu réduit, elle participe néanmoins à la finale de coupe de France remportée par Metz. Avec l'arrivée annoncée de deux nouvelles arrières gauche, Alice Lévêque et Xenia Smits, elle quitte Metz pour rejoindre Nîmes et se relancer après deux saisons difficiles.
Malgré une bonne saison à Nîmes (43 buts en 16 rencontres), elle se voit contrainte de trouver une nouvelle équipe à la suite du dépôt de bilan du club à l'issue de la saison régulière. Elle rejoint le Fehérvár KC pour la saison 2016-2017.
N'ayant pas été sélectionnée durant un minimum de trois ans avec l'équipe de France, elle est éligible à une autre sélection. Sollicitée par le Sénégal, pays de ses parents, elle décide de participer au Championnat d'Afrique 2022. Le fait qu'il soit organisé au Sénégal a influé sa décision. Malgré une belle 4e place, l'expérience sera sans lendemain, d'autant qu'à son retour, son club, le Bourg-de-Péage DHB, est contraint de déposer le bilan et Claudine Mendy choisit alors de se mettre en retrait du handball.

## Palmarès

### Sélection nationale
Championnats du monde
- finaliste du championnat du monde 2011
- finaliste du championnat du monde 2009

Jeux olympiques
- 5e place aux Jeux olympiques de 2012

Championnats d'Europe
- 5e place au championnat d'Europe 2010
- 9e place au championnat d'Europe 2012

Championnats d'Afrique
- 4e place au Championnat d'Afrique 2022 (avec  Sénégal)

autres
- première sélection en équipe de France le 7 juin 2009 face à la Croatie (qualification championnat du monde 2009)[2]
- 4e place du championnat du monde jeunes en 2008[18]
- 5e place du championnat d'Europe junior en 2007[19]

### Palmarès en club
compétitions internationales
- demi-finaliste de la coupe de l'EHF (C3) en 2010 (avec Le Havre AC Handball)
- demi-finaliste de la coupe des vainqueurs de coupe (C2) en 2011 (avec Metz Handball)

compétitions nationales
- Championnat de France
  - vainqueur en 2011 (avec Metz Handball)
  - deuxième en 2009 et 2010 (avec Le Havre AC Handball)
- vainqueur de la Coupe de France en 2015 (avec Metz Handball)
- Coupe de la Ligue
  - vainqueur en 2011 (avec Metz Handball)
  - finaliste en 2009 (avec Le Havre AC Handball)
- vainqueur du Championnat du Monténégro en 2013 (avec ŽRK Budućnost Podgorica)
- vainqueur de la Coupe du Monténégro en 2013 (avec ŽRK Budućnost Podgorica)

### Récompenses individuelles
- meilleure pivot du championnat de France 2009-2010